# Alexandre Jullien
Alexandre Jullien est un homme politique français né le 23 juillet 1823 à Lyon (Rhône) et décédé le 4 février 1898 à Saint-Clair-du-Rhône (Isère).

## Biographie
Maître de forges, directeur des forges de Terres-Noires, la Voulte et Bessèges, il est administrateur de la succursale de la Banque de France à Lyon, ainsi que du Crédit lyonnais. Il est le premier président de l'Association de l'industrie et de l'agriculture françaises.
Il est conseiller général de la Loire de 1851 à 1870 et député de la Loire de 1871 à 1876, siégeant à droite. Il est inscrit à la réunion des réservoirs et au cercle Colbert. Il est battu en 1876 et 1877 et quitte la vie politique.
Marié avec Hélène Battant de Pommerol, petite-fille de Damien Battant de Pommerol, il est le grand-père du cardinal André Jullien.

## Distinctions
- Chevalier de la Légion d'honneur (décret du 14 août 1865)